# Front d'Alliberament Nacional del Kurdistan
El Front d'Alliberament Nacional del Kurdistan (Eniya Rizgariya Neteweyî ya Kurdistanê, ERNK) fou una organització política formada pel Partit dels Treballadors del Kurdistan (conegut per PKK) i les organitzacions que li donaven suport. Fou fundada pel cap del PKK, Abdullah Öcalan, l'1 de març de 1985, i pretenia ser una organització de base àmplia, amb no marxistes i religiosos, en suport de la independència i de l'Exèrcit Popular d'Alliberament del Kurdistan. Va existir fins al 1996.